# Mura di Prato

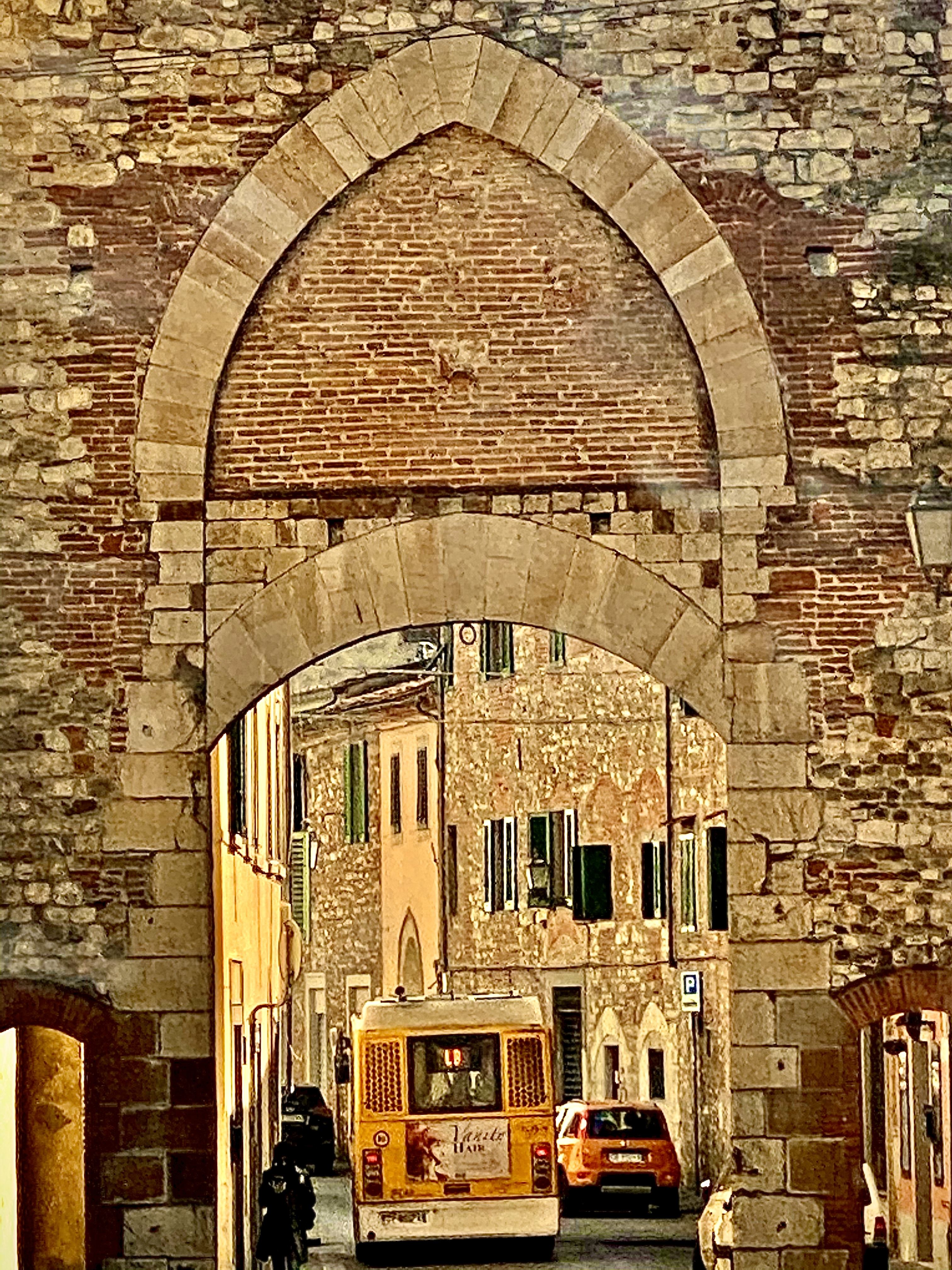
Porta Pistoiese, Prato.

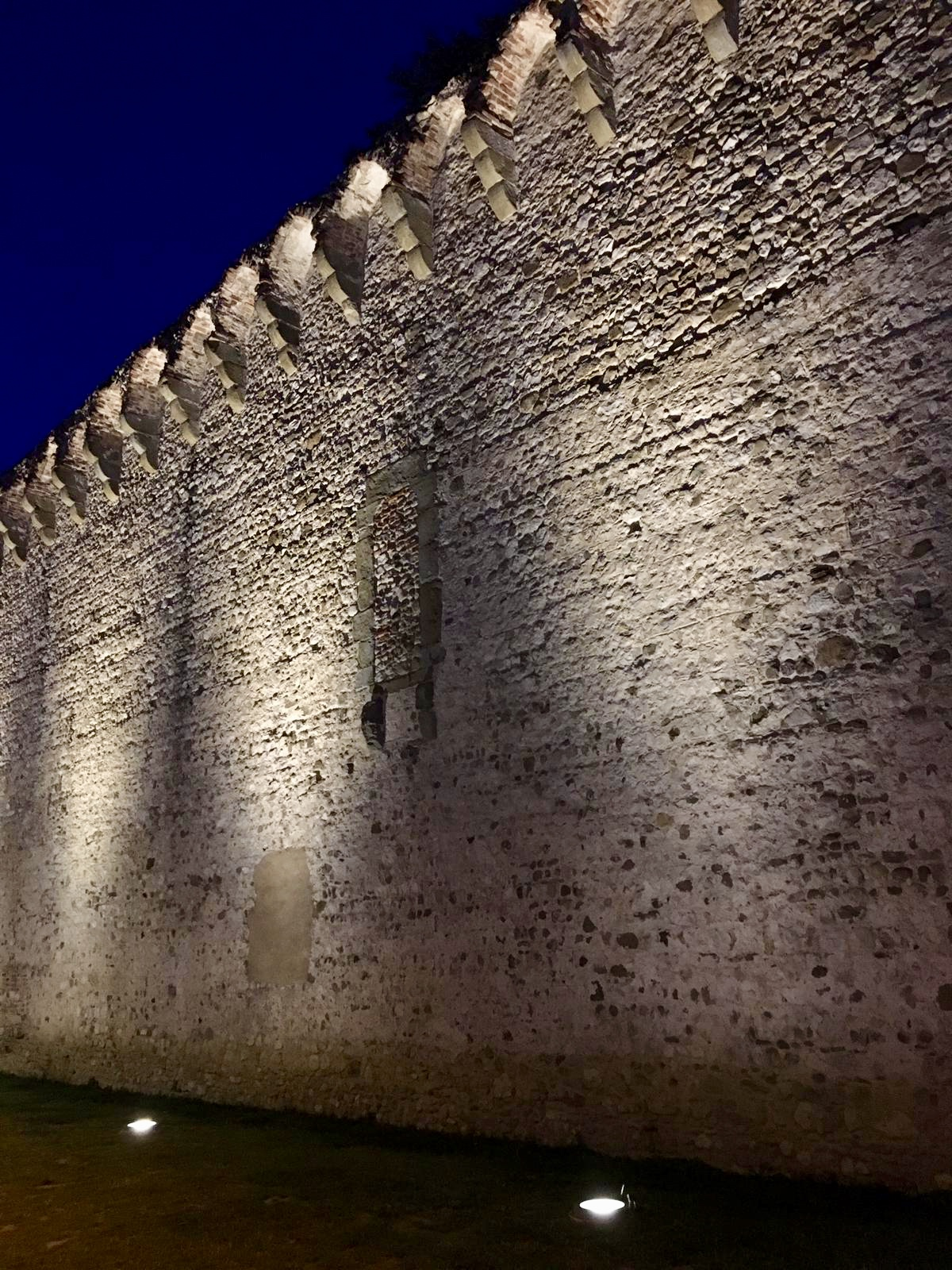
Ultima cerchia, lungo Via dei Sassoli presso gli "archi di Frascati".

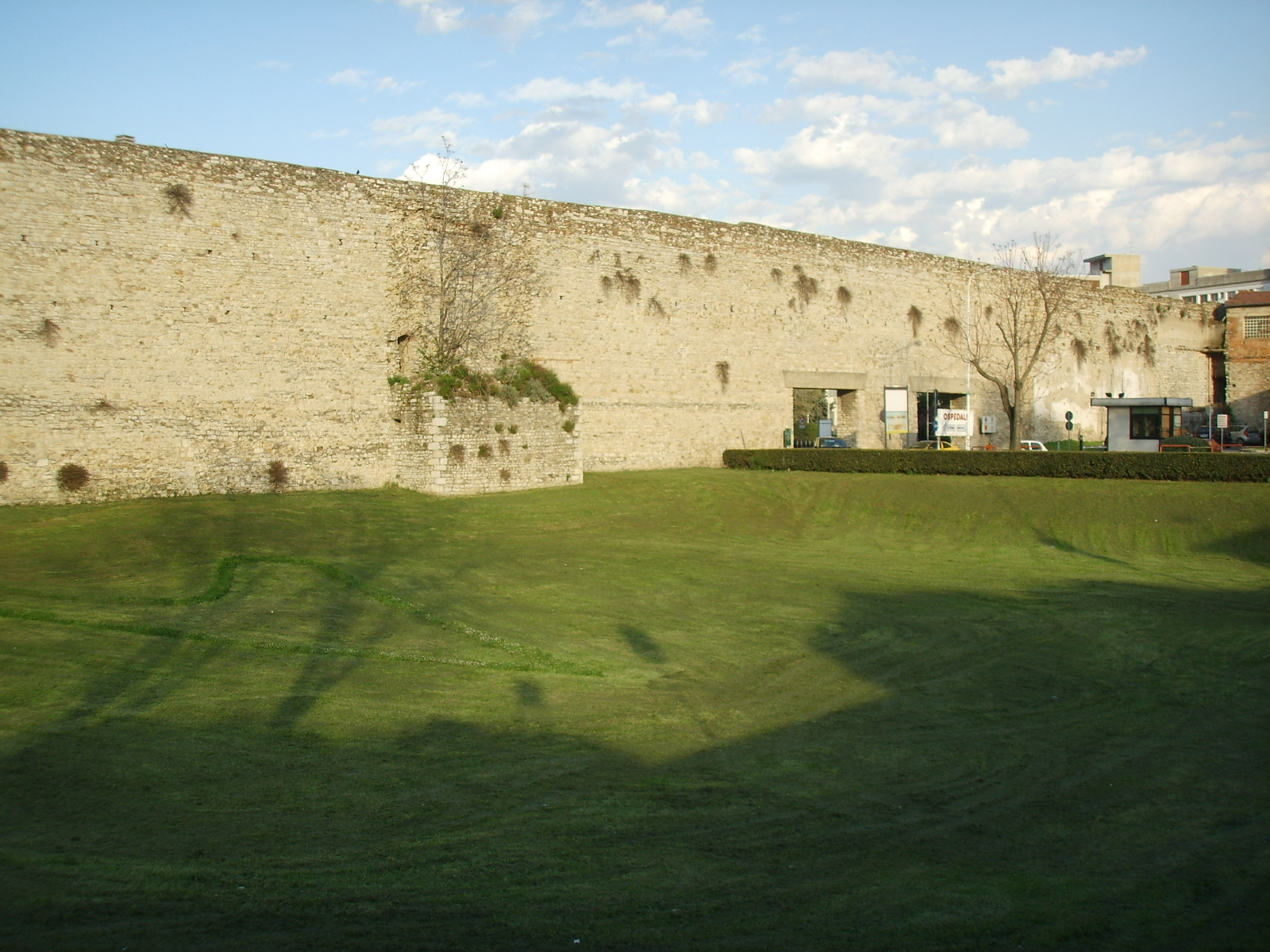
Ultima cerchia, ingresso ex ospedale, viste da Via Cavour.

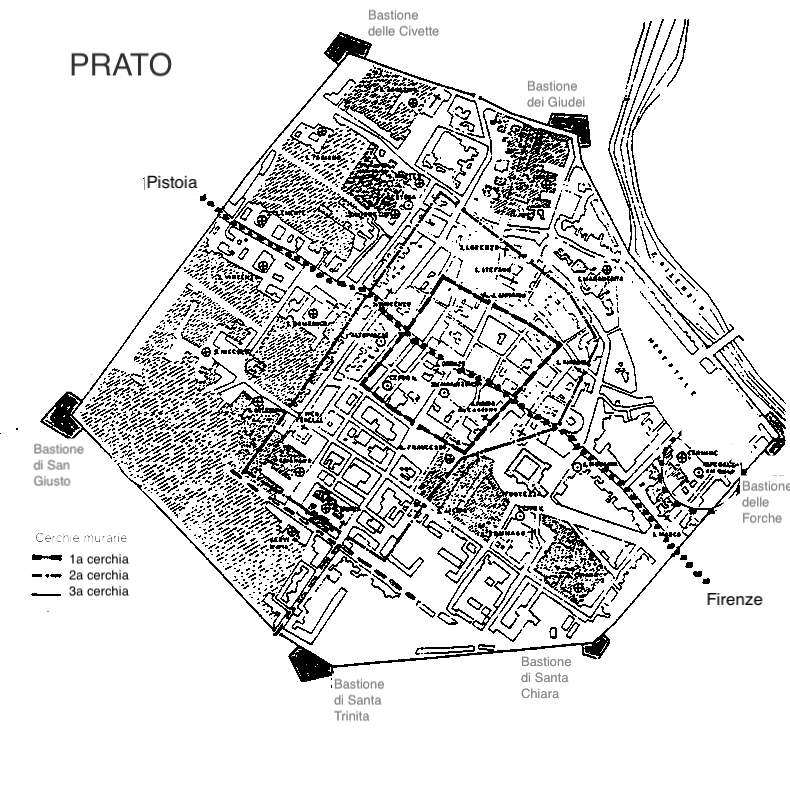
Mappa delle mura di Prato

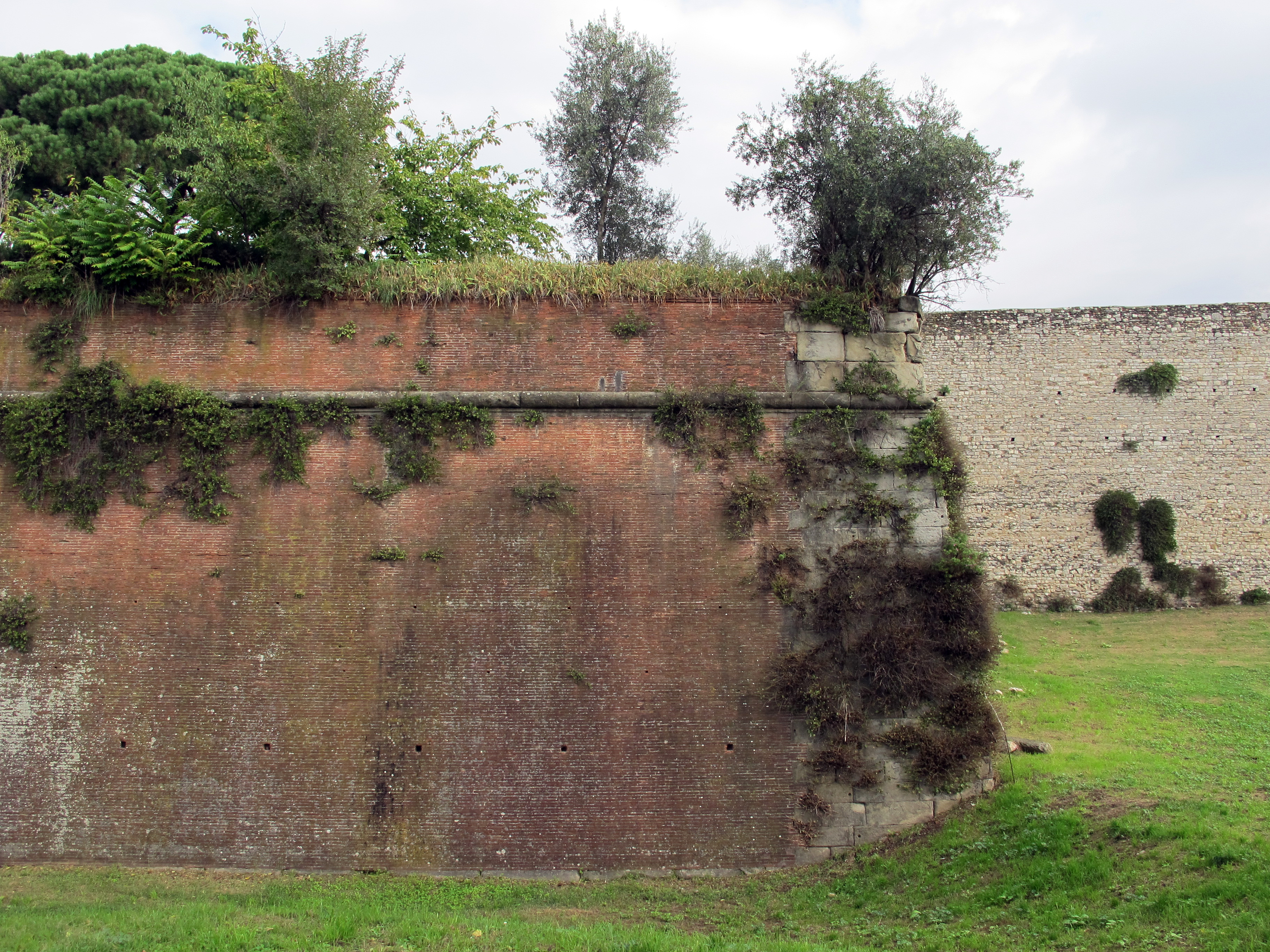
Bastione di San Giusto

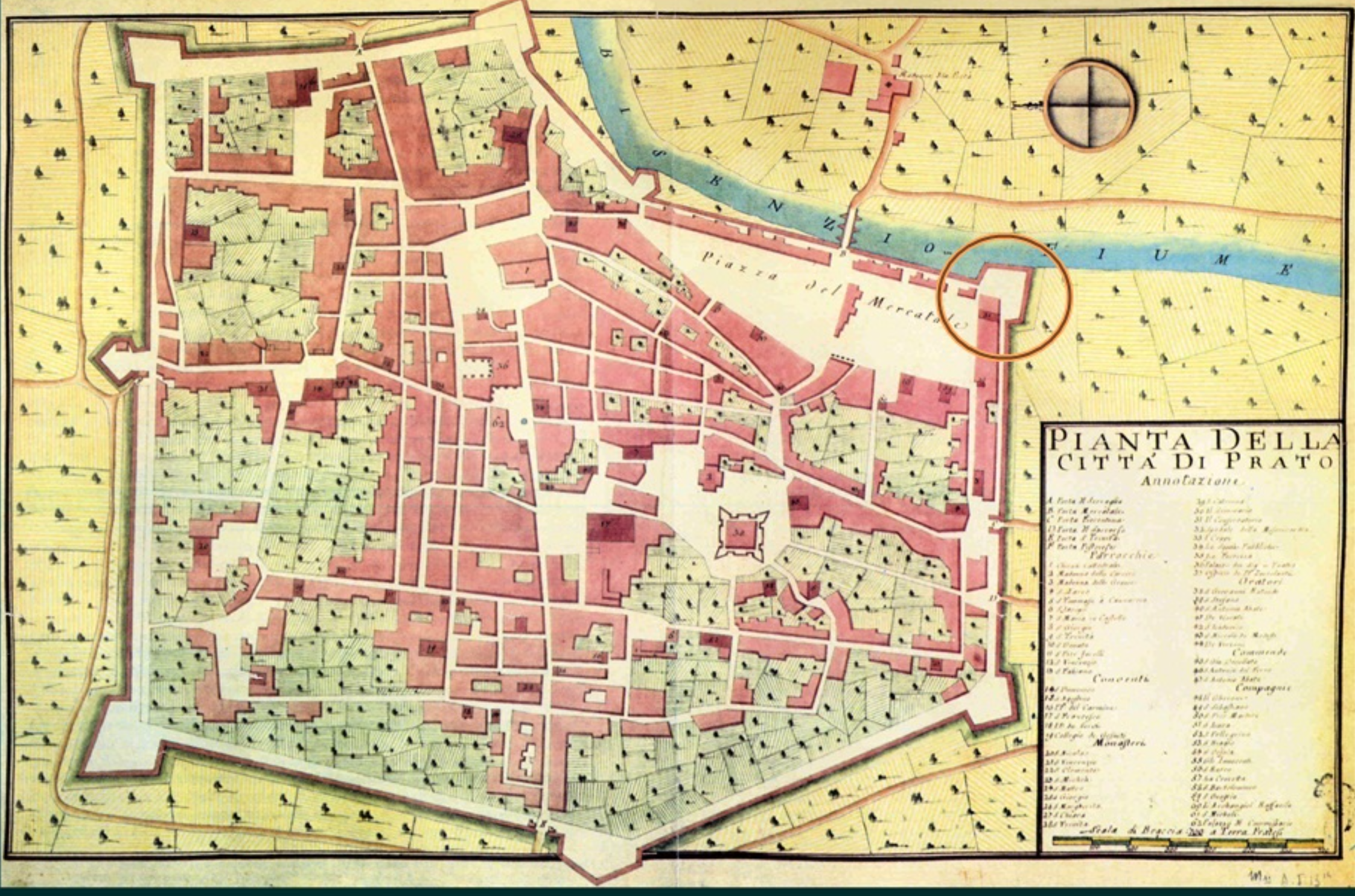
Mappa seicentesca di Prato

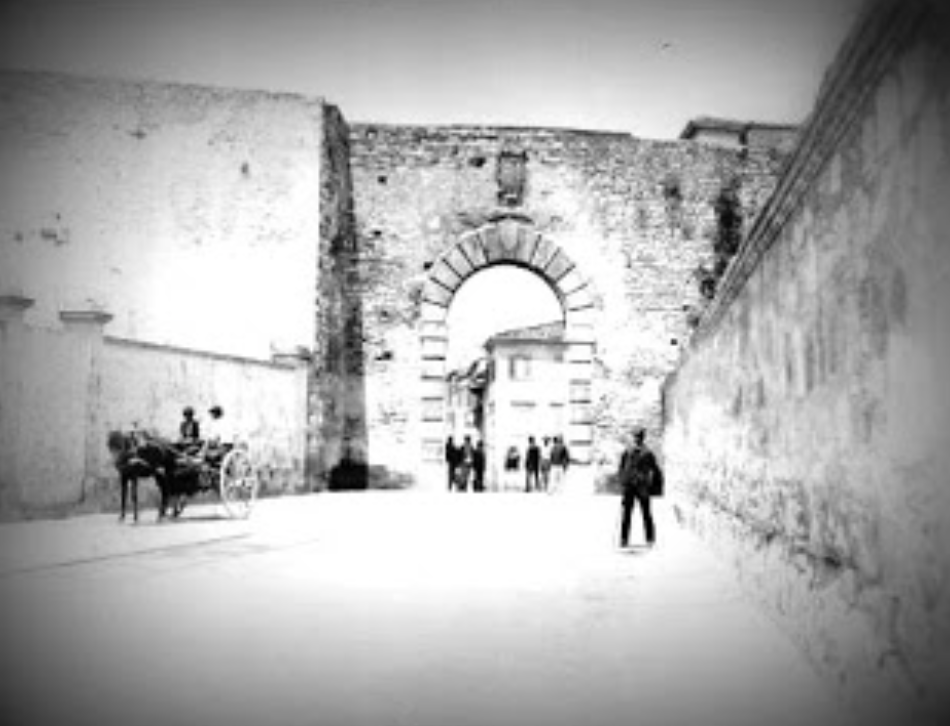
Porta Fiorentina, soppressa nel 1880 circa.

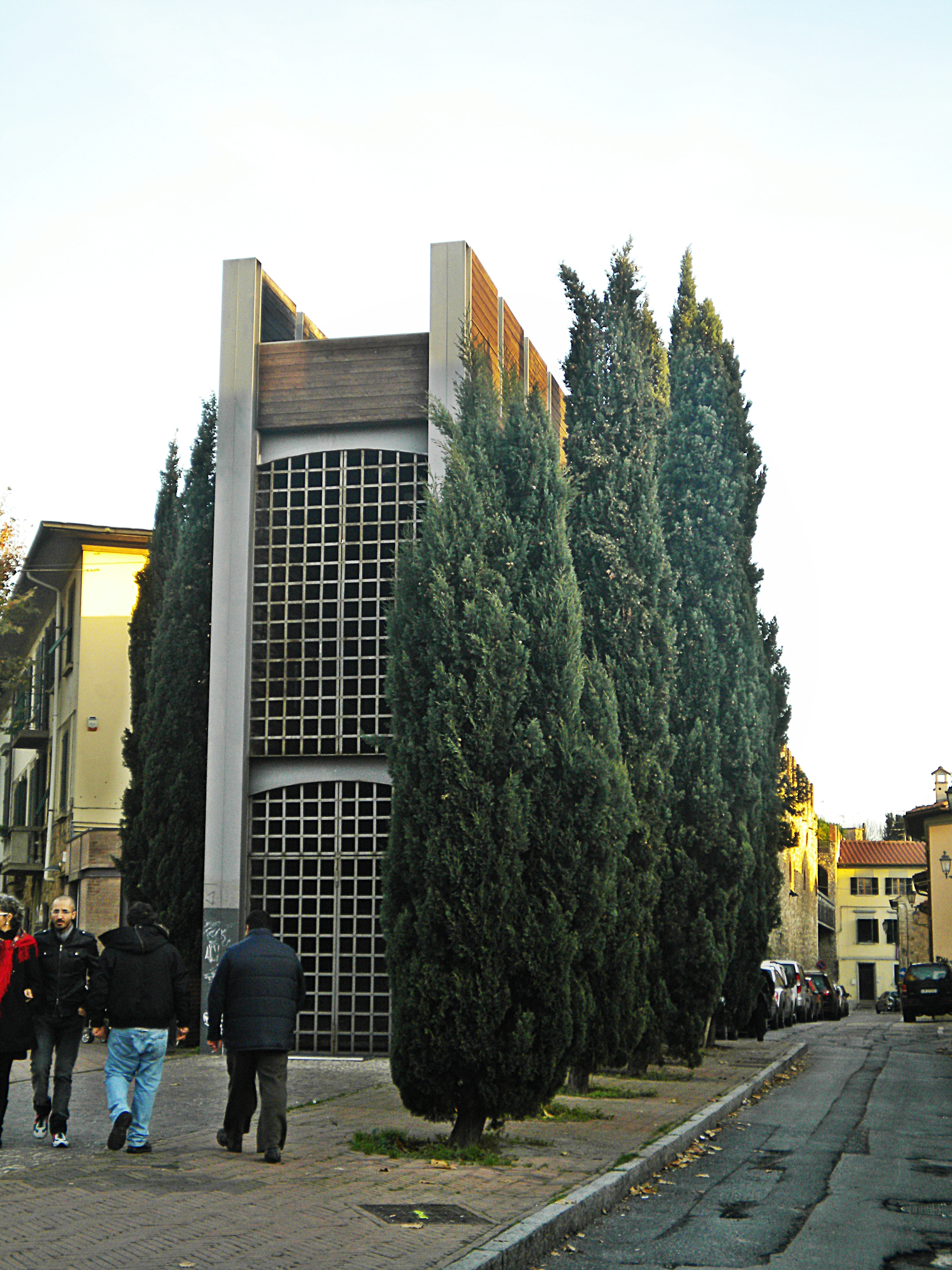
Ultima cerchia, il Cassero medievale in via del Cassero.

Le cerchia di mura che delimita il centro storico di Prato, in gran parte ancora esistente, risale al XII secolo e si estende per circa 4500 metri.
Venne costruita per inglobare le costruzioni che sorsero fuori dalla precedente cerchia muraria (in particolare la chiesa di san Domenico e l'odierna piazza Mercatale, allora sede del mercato cittadino). Essa contenne tutta la città finno alla fine dell'Ottocento, e dal 1653 al 1916 delimitava il territorio della primitiva diocesi cittadina.

## Storia

### La prima cerchia muraria
Dopo il primo insediamento cittadino formato da Borgo al Cornio e da Borgo al Prato, che poi si riunirono per formare la città di Prato, fu necessaria la costruzione di una cinta muraria che difendesse questo nuovo borgo diventato importante per il commercio della lana.
Iniziata intorno al 1175 e terminata nel 1196, era costituita da blocchi squadrati di pietra alberese, provvista di torri e bertesche e comprendeva bastioni e otto porte:
- Porta San Giovanni (situata di fronte a via Santo Stefano).
- Porta Tiezi (in via Garibaldi).
- Porta Capo di Ponte (in via Cairoli).
- Porta a Corte (tra piazza delle Carceri e viale Piave).
- Porta Santa Trinita (in via Santa Trinita).
- Porta Fuia (in via del Pellegrino).
- Porta Gualdimare (in via Cesare Guasti).
- Porta Travaglio (in via San Michele).

In prossimità delle porte maggiori, ponti levatoi gettati sul fossato assicuravano il transito da e verso la città.
L'andamento della prima cinta muraria aveva una forma quadrangolare. Dapprima, secondo una tecnica assai comune nel medioevo, furono edificate le porte lungo i fossati dove venivano posati i ponti levatoi e poi vennero erette le mura che univano tutte le porte già costruite

### La seconda cerchia muraria
Con l'espansione dei sobborghi al di fuori della seconda cerchia muraria, fu necessario provvedere a nuove fortificazioni, costruendo il primo tratto di mura che si estendeva per tutta la lunghezza della piazza Mercatale.
Costruite in pietra alberese a partire dal 1300, quando la città era ancora un libero comune, le mura vennero terminate 50 anni più tardi.
Il secondo tratto di mura, terminato nel 1332, si estendeva sino a porta Gualdimare.
Probabilmente la costruzione era proceduta indipendentemente dalle due estremità delle mura sul Bisenzio (lato settentrionale sino a porta Gualdimare e lato orientale sino alla Rocca Nuova).
Fra il 1338 e il 1351 furono costruite le mura fra porta Gualdimare, porta Santa Trinita e una rocca nel punto in cui si attesta il cosiddetto Cassero.
Dopo la peste del 1348 il Comune di Prato interruppe la costruzione del tratto di mura mancante che fu ripresa nel 1382 per esplicito ordine del comune di Firenze a cui Prato era sottomessa.
Questo tratto, a differenza del restante, presenta infatti un camminamento sostenuto da archetti pensili a sesto acuto. Inoltre, le mura di questo tratto vennero unite al Castello dell'Imperatore attraverso un corridoio fortificato coperto, chiamato "Corridore del Cassero" (Càssero è sinonimo antico di Castello quindi significava "Corridoio del Castello"), oggi semplicemente Cassero.

### I bastioni
Nel XVI secolo, col cambiamento delle tecniche di guerra dovuto alla polvere da sparo, ai vertici dell'esagono creato dalla cerchia furono aggiunti 6 bastioni negli angoli tra i vari tratti di mura, senza sostanziali modifiche alle cortine murarie. Il rinforzo delle strutture difensive, venne curato dai fiorentini, che in qualche modo vollero ridare sostegno alla città dopo il terribile sacco di Prato. Il progetto fu affidato allo specialista Antonio da Sangallo il Giovane.
La cerchia nel XVI secolo aveva  6 porte, e precisamente: (partendo da nord e procedendo in senso orario)
- Porta al Serraglio (abbattuta nell'Ottocento per la costruzione della linea ferroviaria Firenze-Pistoia)
- Porta Mercatale
- Porta Fiorentina (abbattuta a fine Ottocento)
- Porta Santa Trinita
- Porta Leone (abbattuta nell'Ottocento)
- Porta Pistoiese

I bastioni costruiti furono:
- il Bastione delle Forche
- il Bastione di Santa Chiara
- Il Bastione di Santa Trinita
- Il Bastione di San Giusto
- Il Bastione delle Civette
- Il Bastione dei Giudei (quasi totalmente abbattuto nell'Ottocento per la costruzione della linea ferroviaria Firenze-Pistoia)

### Il Cassero Medievale
Il Cassero non faceva parte della cinta muraria esterna ma era un corridoio fortificato,  lungo in origine 230 metri, e coperto che permetteva ai soldati fiorentini di raggiungere direttamente il castello dall'esterno della città e costituiva un percorso sicuro attraverso il quale le truppe potevano entrare e uscire dalla città senza essere viste o sentite dai pratesi. L'accesso dall'esterno avveniva da una porta segreta chiamata "Porta del Soccorso" nei pressi di Porta Fiorentina.
Il camminamento interno, rialzato di 3 metri rispetto alla strada, consiste in un lungo corridoio con copertura a botte e, ai lati, finestre a lunetta alternate a strette feritoie che danno luce al passaggio. La funzione e la forma del Cassero rimasero invariati fino al XVI secolo, quando iniziò un progressivo abbandono. Solo recentemente la struttura è stata accuratamente restaurata e riaperta al pubblico. Oggi il Cassero rappresenta un suggestivo luogo del centro storico, dal quale si gode un’ampia veduta del castello dell’Imperatore e dello skyline pratese. Il restauro, terminato nel 2000, ha permesso di recuperare due tronconi della vecchia struttura ripristinando un percorso che inizia da via Pomeria e termina sul viale Piave, poco distante dal Castello.

### Il XIX ed il XX secolo
La città era comunque contenuta nelle mura trecentesche, che vengono in più punti abbattute, ma non in funzione di sviluppi extramurari, bensì per l'ingresso di servizi in città: la ferrovia e la tramvia. Già nell’800 era stata abbattuta porta Fiorentina per permettere il passaggio del tram che collegava al tempo Prato a Firenze e porta al Serraglio per far porto all'omonima stazione ferroviaria sulla nuova linea Lucca-Firenze detta Maria Antonia.
Nel 1934 venne effettuata una nuova apertura nelle mura tra via Pomeria e via Frascati, nella zona delle "mura del luterano" al termine di Via dei Sassoli, composta da un grande arco centrale per il passaggio dei veicoli e due laterali più piccoli pedonali, definita impropriamente porta Frascati. (Per i vecchi pratesi sono "gli archi di Frascati").
Negli anni '60 del XX sec. vennero effettuate due nuove aperture in Via Cavour nei pressi del Bastione di San Giusto per creare l'accesso ai nuovi edifici dell'Ospedale della Misericordia e Dolce.

## Organizzazione dello spazio interno alle mura
L'organizzazione dello spazio all'interno delle mura era anche a Prato definito originariamente dalle principali aperture della cerchia che circondava la città.
Le otto porte (porta San Giovanni, porta Tiezi, porta Capo di Ponte, porta a Corte, porta Santa Trinita, porta Fuia, porta Gualdimare e porta al Travaglio) dividevano la terra in otto circoscrizioni omonime nelle quali era divisa la città.
Questa suddivisione in "ottavi" rappresenta nel panorama urbano della Toscana dell'epoca una nota originale, la partizione infatti avveniva solitamente per terzieri (Siena, Volterra e Pisa), per sestieri (Firenze dal XII secolo sino al 1343) oppure per quartieri (Pistoia e Arezzo).
Tuttavia, per facilitare la vita amministrativa locale fu deciso dal Comune di riunire le otto porte a due a due. Gli "ottavi", divenuti quindi "quartieri", erano i seguenti:
- Porta San Giovanni e porta al Travaglio (quartiere di Santo Stefano); lo stemma era costituito da un leone giallo in campo rosso;
- Porta Gualdimare e porta Fuia (quartiere di Santa Maria); lo stemma era costituito da un orso nero in campo giallo;
- Porta Santa Trinita e porta a Corte (quartiere di Santa Trinita); lo stemma era costituito da un'aquila rossa in campo bianco;
- Porta Capo di Ponte e porta Tiezi (quartiere di San Marco); lo stemma era formato da un drago verde in campo rosso.